# NSW Building Society Open 1982
NSW Building Society Open 1982 — жіночий тенісний турнір, що проходив на відкритих трав'яних кортах White City Stadium у Сіднеї (Австралія). Належав до Avon Championships World Championship Series 1982. Відбувсь удев'яностоперше і тривав з 22 листопада до 28 листопада 1982 року. Перша сіяна Мартіна Навратілова здобула титул в одиночному розряді й отримала за це 22 тис. доларів США.

## Фінальна частина

### Одиночний розряд
Мартіна Навратілова —  Івонн Гулагонг Коулі 6–0, 3–6, 6–1
- Для Навратілової це був 14-й титул в одиночному розряді за сезон і 69-й — за кар'єру.

### Парний розряд
Мартіна Навратілова /  Пем Шрайвер —  Ева Пфафф /  Клаудія Коде-Кільш 6–2, 2–6, 7–6
- Для Навратілової це був 12-й титул в парному розряді за сезон і 77-й — за кар'єру. Для Шрайвер це був 11-й титул в парному розряді за сезон і 29-й — за кар'єру.